# 热尔卡曲
热尔卡曲，是中国长江流域的一条河流，汇入麻尔柯河，属于大渡河水系。河长91千米，流域面积1610平方千米，年均流量11立方米每秒。自然落差1040米。水能理论蕴藏量4万千瓦。